# Юрий Мухин
Юрий Игнатиевич Мухин е съветски инженер-металург от Украйна, станал известен като изобретател в Казахстан и после като опозиицонен политик, журналист и публицист в Русия.

## Биография
Украйна
Роден е в Днепропетровск, Украинска ССР, СССР на 22 март 1949 г. Завършва Днепропетровския металургичен институт през 1973 г.
Казахстан
Веднага след дипломирането си постъпва в Ермаковския завод за феросплави в гр. Ермак (дн. Аксу), Павлодарска област, Казахстан, където работи на длъжности от инженер до първи заместник-директор. Автор е на статии в научно-технически списания и на повече от 30 изобретения, награден е със знак „Изобретател на СССР“. През 1995 г. напуска завода след приватизаицята му от японска компания.
Русия
Преселва се в Москва. Той е основател, издател и главен редактор на в. „Дуел“ от 1995 до май 2009 г. През 1995 година пише книгата "Катинско криминале", в която става първия автор след разпада на СССР, набедил Хитлеристка Германия за Катинското клане.
Член е на организацията „Народно събрание на Руската федерация“. На 10 март 2010 г. подписва обращението „Путин должен уйти“ (подпис № 7) на руската опозиция.
Лидер е на обществената организация „Армия на волята на народа“, призната за екстремистска и забранена от Московския градски съд през есента на 2010 г.
Пише публикации, посветени на неговата концепция „Делократия“ (теория на управлението) и на историята на Съветския съюз. Основава фондация „Делократия“. Автор е на документални филми по историята на Съветския съюз и по политически въпроси.
Генерален директор на нетърговското партньорство „Център за независима журналистика“.